# Anomobryum bordazii
Anomobryum bordazii là một loài Rêu trong họ Bryaceae. Loài này được (Renauld & Cardot) Broth. mô tả khoa học đầu tiên năm 1903.